# تشارلز بين
تشارلز بين (بالإنجليزية: Charles Bean)‏ هو صحفي ومؤرخ أسترالي، ولد في 18 نوفمبر 1879 في باثرست في أستراليا، وتوفي في 30 أغسطس 1968 في Concord, New South Wales ‏ في أستراليا.

## وصلات خارجية
- تشارلز بين على موقع الموسوعة البريطانية (الإنجليزية)